# Parawera Cone
Parawera Cone är en kulle i Antarktis. Den ligger i Östantarktis. Nya Zeeland gör anspråk på området. Toppen på Parawera Cone är 1 300 meter över havet.
Terrängen runt Parawera Cone är bergig åt sydväst, men åt nordost är den kuperad. Trakten är obefolkad. Det finns inga samhällen i närheten. 